# Arrabio

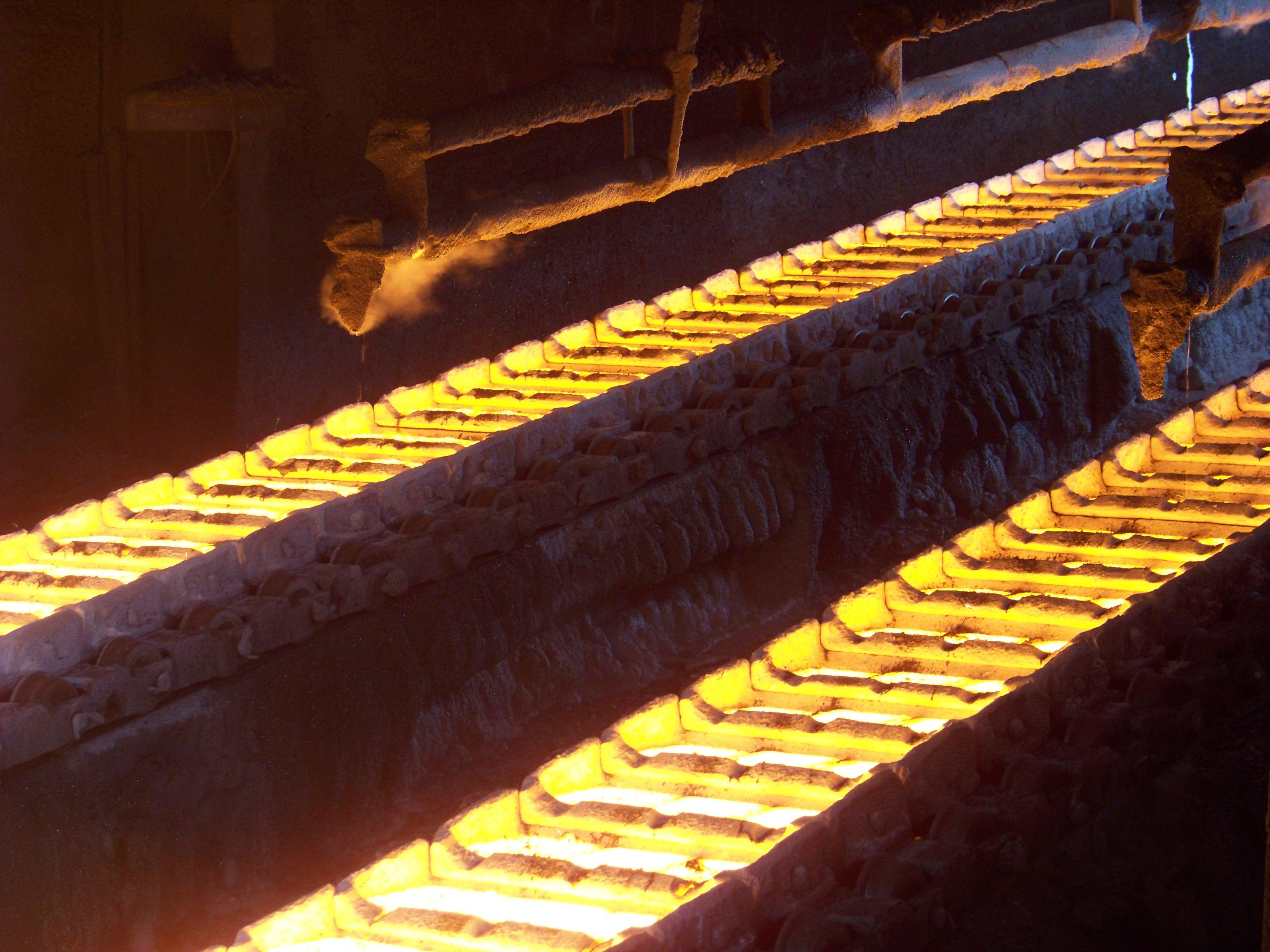
Formación de tochos de arrabio en una cadena de moldes o "coquillas", que recoge el metal fundido a la salida del alto horno

El arrabio es el metal obtenido a la salida de un alto horno. La calidad de esta fundición de hierro, que se procesa en estado líquido, no se caracteriza por consideraciones metalúrgicas o mecánicas, sino únicamente por su composición química.
Dadas sus propiedades, el arrabio se parece más a una materia prima que a un producto terminado o semiterminado; y es solo un estado intermedio de la fabricación del acero o de la fundición de hierro.

## Historia
|  |
|  |

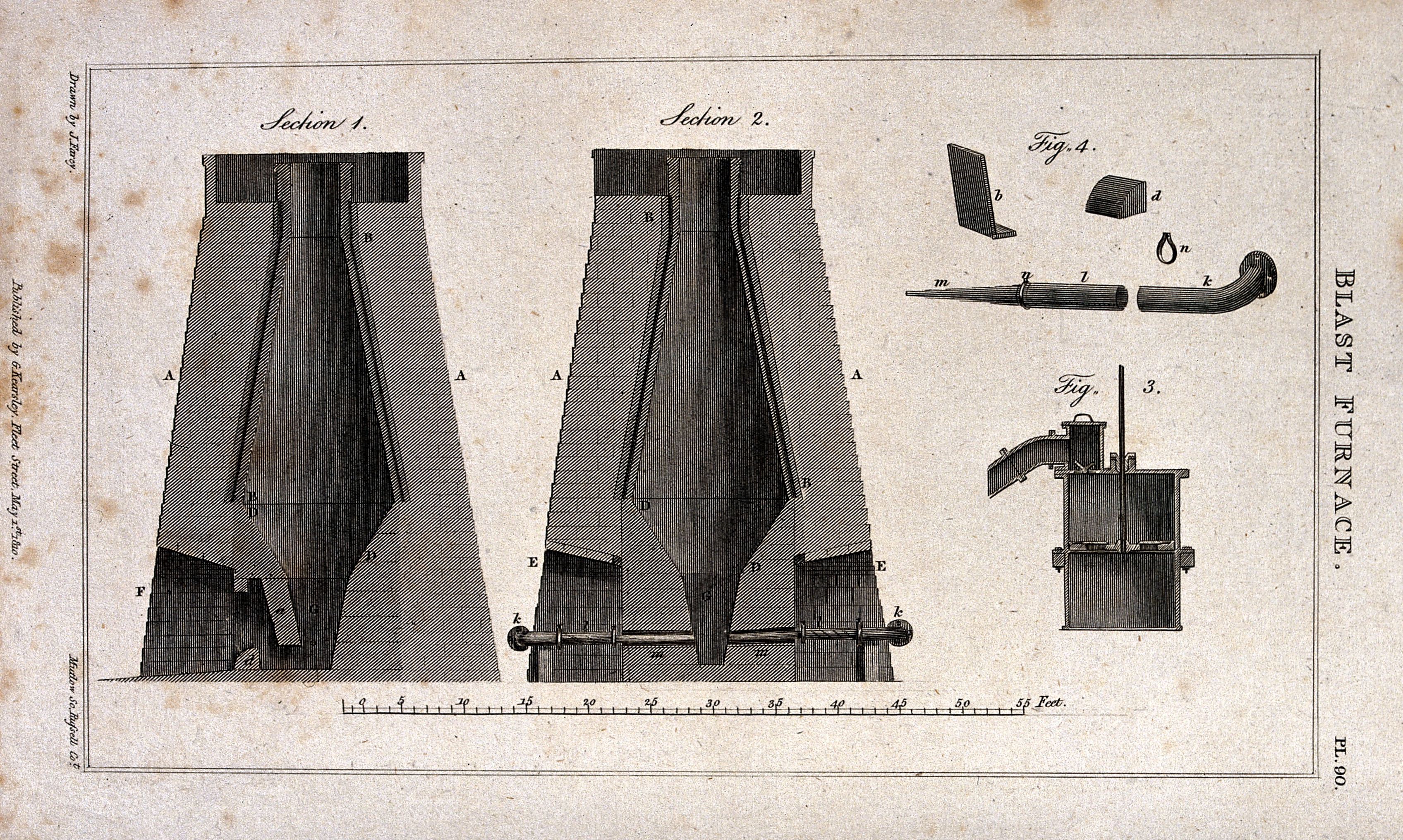
Secciones de un alto horno de comienzos del (1810)

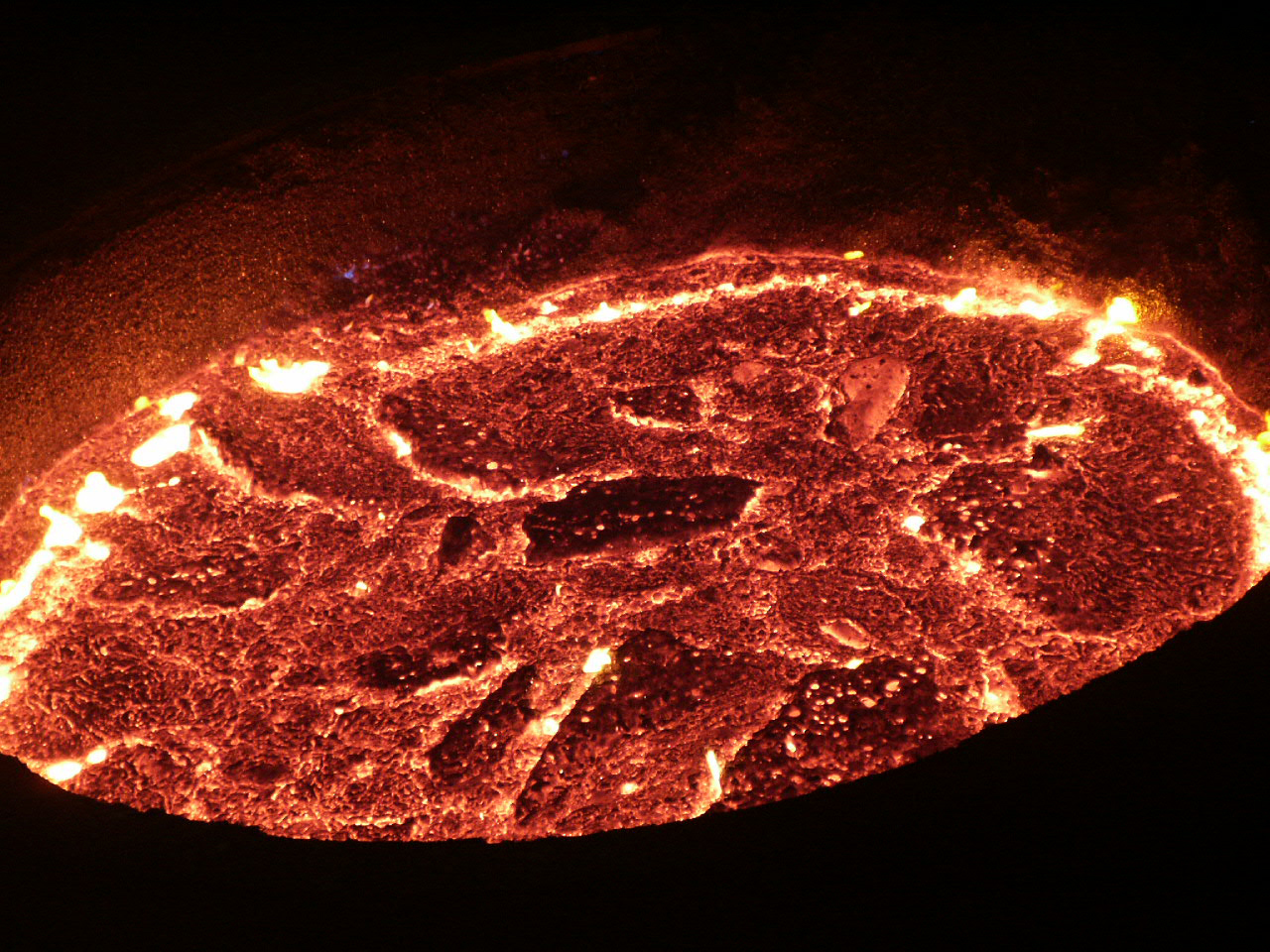
Arrabio en estado líquido, contenido en un cucharón

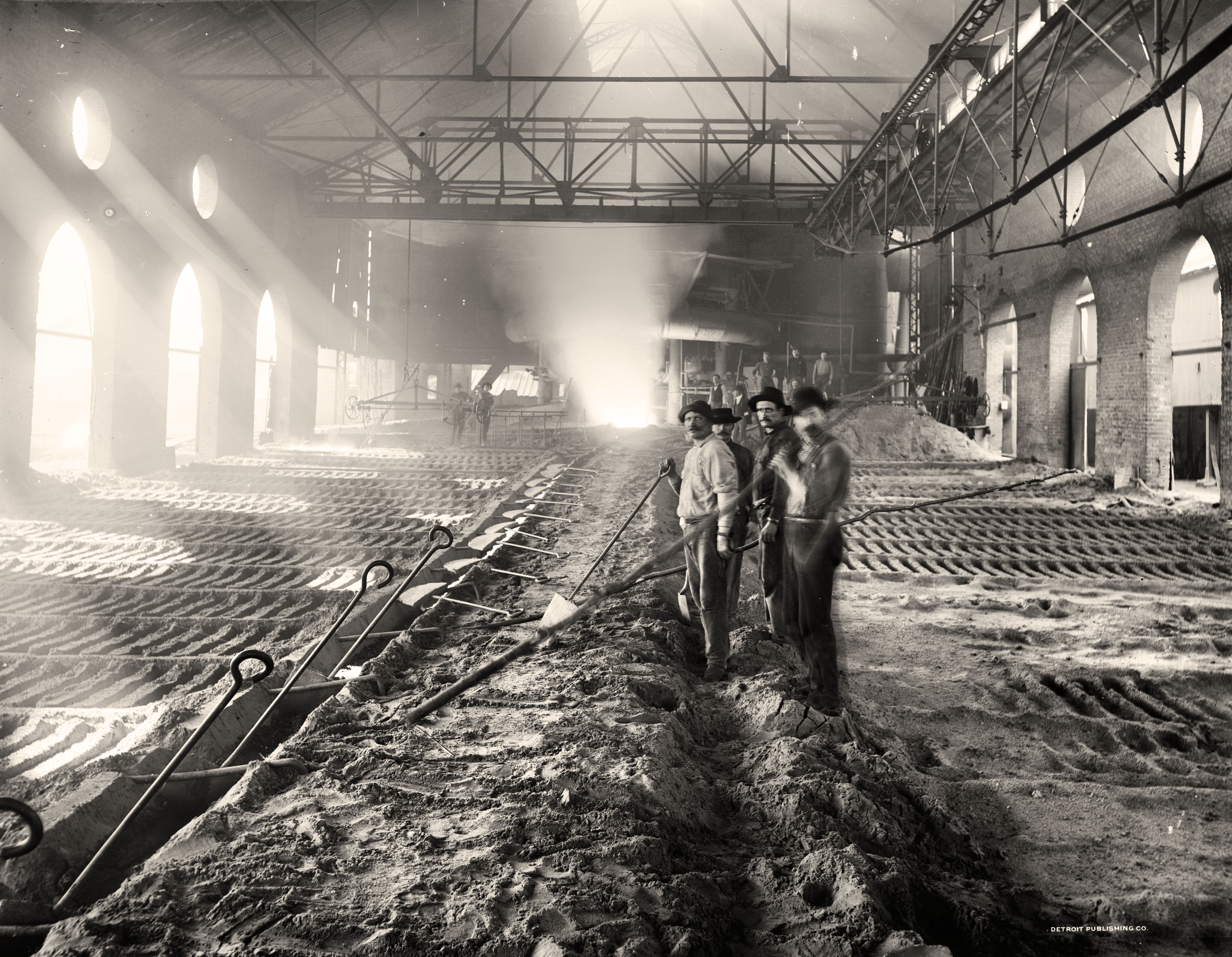
Fundición de arrabio, acería Iroquois, Chicago, entre 1890 y 1901

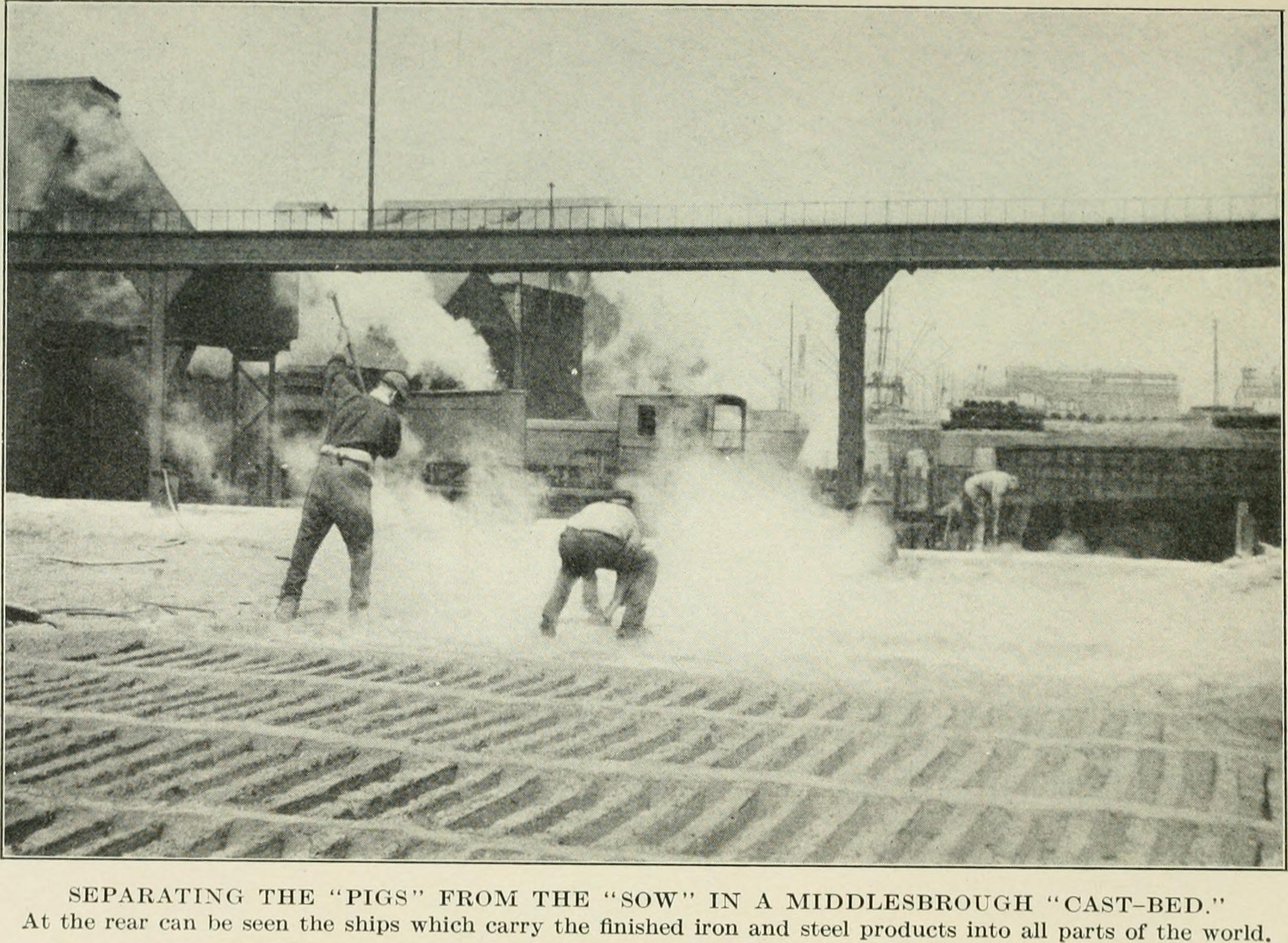
Recogida de los tochos de arrabio formados en los moldes de arena (Reino Unido, 1921)

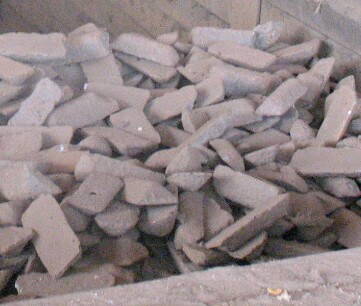
Tochos de arrabio

La fundición y producción de hierro forjado era conocida en la antigua Europa y Oriente Medio, pero se producía por reducción directa (es decir, sin alcanzar la temperatura de fusión del hierro) en hornos bajos. En la antigua China ya se fabricaba arrabio durante la Dinastía Zhou (que terminó en el año 256 a. C.), pero en Europa, los hornos capaces de fundir el hierro para producir arrabio no aparecieron hasta la Edad Media, como los hallados en Lapphyttan (Suecia), que pueden remontarse al siglo XII; o dispositivos similares encontrados en el Condado de Mark (hoy parte de Westfalia, Alemania) que datan del siglo XIII. Queda por establecer si estos procedimientos desarrollados en el norte de Europa se derivan de los hallazgos realizados en China. Wagner ha postulado un posible vínculo a través de los contactos persas con China a través de la ruta de la Seda y los contactos vikingos con Persia, pero existe una brecha cronológica entre esta época y la aparición de los hornos de Lapfittan.
La transición del hierro a la fase líquida en el horno era un fenómeno a evitar, dado que descarburizar el arrabio para producir acero era un proceso extremadamente tedioso utilizando tecnología medieval.
No sería hasta la aparición de los primeros altos hornos modernos en Gran Bretaña a finales del siglo XVIII, cuando la producción de arrabio en masa, de la mano de Abraham Darby I y su idea de transformar el carbón de hulla en coque, se convirtió en un proceso intermedio que permitió la fabricación de tochos de arrabio, que a su vez posibilitaron la generalización del proceso de pudelación y más adelante de los convertidores. Estos dos procedimientos se convirtieron en elementos clave de la Revolución Industrial, que se sustentó en gran medida en la fabricación masiva de productos siderúrgicos a precios cada vez más asequibles.
Después de la Segunda Guerra Mundial se introdujo un importante avance en la tecnología de los altos hornos: la presurización. Estrangulando el flujo de gas de los respiraderos del horno es posible aumentar la presión del interior del horno hasta 1,7 atmósferas o más. La técnica de presurización permite una mejor combustión del coque y una mayor producción de hierro. En muchos altos hornos puede lograrse un aumento de la producción de un 25 %. En instalaciones experimentales también se ha demostrado que la producción se incrementa enriqueciendo el aire con oxígeno.
En las plantas siderúrgicas integrales, el arrabio pasa directamente del alto horno a los convertidores, de forma que se aprovecha el calor del arrabio líquido, que no necesita ser fundido de nuevo para proceder a su afinado. Sin embargo, la dificultad de ajustar en tiempo real la capacidad de afinado a la de producción de arrabio, ha hecho que perdure la fabricación de tochos de arrabio, que mantienen la condición de este material como un producto intermedio que permite ajustar con mayor flexibilidad el volumen de fabricación de arrabio a la demanda a corto plazo de las empresas dedicadas al afinado de acero.

## Proceso de fabricación

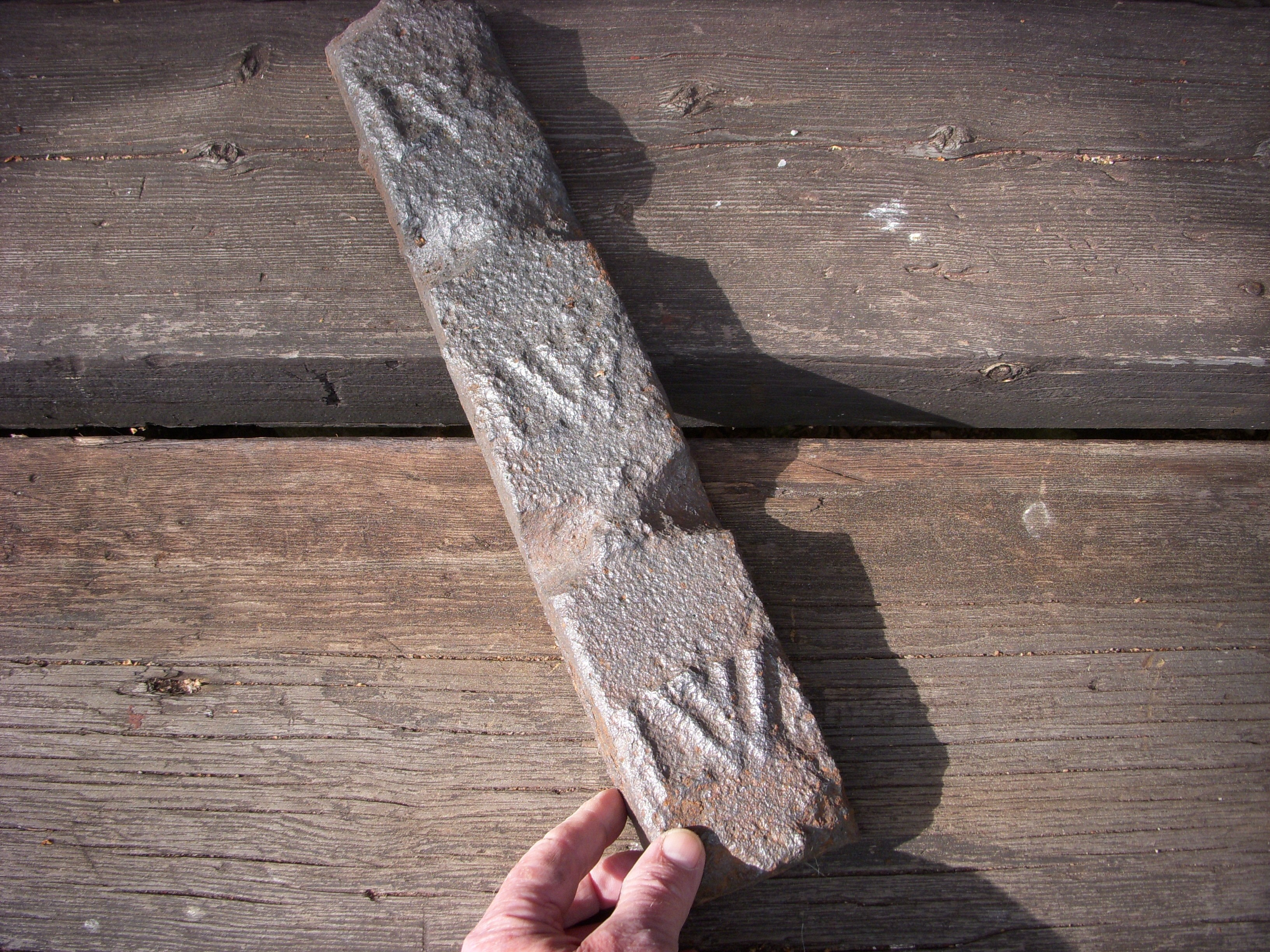
"Tocho" o lingote de arrabio

El arrabio es un producto del proceso de fundición de las menas del hierro mediante combustión del coque sumado a la aportación de caliza, que actúa como fundente y catalizador. Es un producto intermedio en procesos de siderometalurgia, de forma que sirve de materia prima en la fabricación de algunos tipos de acero. Se obtiene tras el enfriamiento del material fundido extraído de un alto horno, en cuya fusión interviene principalmente la reducción del hierro presente en el mineral, además de la posterior purificación mediante separación de la escoria. El arrabio tiene un alto contenido en carbono, generalmente entre 3,5 % y 4,5 %, además de sílice y otras impurezas, que lo hacen muy frágil, por lo que tiene limitada su aplicación exclusivamente a su uso como precursor.
Otro de los materiales básicos empleados para obtener arrabio, además del mineral de hierro y el carbón de coque, es la piedra caliza (pulverizada). El coque se quema como combustible para calentar el horno, liberando monóxido de carbono, que se combina con el oxígeno componente de los óxidos de hierro del mineral y por tanto desencadenando la reducción del hierro presente en éstos —aumentando así la concentración de hierro puro en el producto resultante. La ecuación de la reacción química fundamental de un alto horno es:
La caliza de la carga del horno se emplea como fuente adicional de monóxido de carbono y como sustancia fundente. El material fundente utilizado se denomina castina, carbonato cálcico muy puro (principal componente de la caliza), al que en ocasiones se le añade espato de flúor. Este material se combina con la sílice presente en el mineral (que no se funde a las temperaturas del horno) para formar silicato de calcio, de menor punto de fusión. Sin la caliza se formaría silicato de hierro, con lo que se perdería parte del hierro metálico (puro) disponible para formar el arrabio final, reduciéndose así la eficiencia del proceso. El silicato de calcio y otras impurezas formarán una escoria que flota sobre el metal fundido recogido en la parte inferior del horno.
Un alto horno típico está formado por una cápsula cilíndrica de acero forrada con un material no metálico y resistente al calor, como amianto (asbesto) o ladrillos refractarios. El diámetro de la cápsula disminuye hacia arriba y hacia abajo, y es máximo en un punto situado aproximadamente a una cuarta parte de su altura total. La parte inferior del horno está dotada de varias aberturas tubulares llamadas toberas, por donde se fuerza el paso del aire. Cerca del fondo se encuentra un orificio por el que fluye el arrabio cuando se sangra (o vacía) el alto horno. Encima de ese orificio, pero debajo de las toberas, hay otro agujero (denominado bigotera) para retirar la escoria. La parte superior del horno, cuya altura es de unos 30 m, contiene respiraderos para los gases de escape, y un par de tolvas redondas, cerradas por válvulas en forma de campana, por las que se introduce la carga en el horno. Los materiales se llevan hasta las tolvas en pequeñas vagonetas o cucharas que se suben por un elevador inclinado situado en el exterior del horno.
El aire insuflado en el alto horno se precalienta a una temperatura comprendida entre los 550 y los 900 °C. El calentamiento se realiza en las llamadas estufas, cilindros con estructuras de ladrillo refractario. El ladrillo se calienta durante varias horas quemando gas de alto horno, que son los gases de escape que salen de la parte superior del horno. Después se apaga la llama y se hace pasar el aire a presión por la estufa. El peso del aire empleado en un alto horno supera el peso total de las demás materias primas.
El proceso de sangrado consiste en retirar a golpes un tapón de arcilla del orificio del hierro (denominado piquera) cercano al fondo del horno y dejar que el metal fundido fluya por un canal cubierto de arcilla y caiga a un depósito metálico forrado de ladrillo, que puede ser una cuchara o una vagoneta capaz de contener hasta 100 toneladas de metal. Cualquier escoria o sobrante que salga del horno junto con el metal se elimina antes de llegar al recipiente.

## Usos
El arrabio extraído de los altos hornos puede tener tres destinos principales:
- Servir para alimentar el mezclador desde el que pasa directamente a los hornos de afino, para lo que se vierte en grandes cucharones de capacidad variable, que en muchos casos son vehículos ferroviarios especialmente acondicionados para este fin denominados vagón torpedo, que son arrastrados hasta su destino por una locomotora.
- Convertirse en tochos de arrabio, unos lingotes de formas toscas que una vez enfriados se pueden almacenar a la espera de ser fundidos de nuevo para producir piezas de fundición de hierro o para ser transformados en acero. Estas piezas de arrabio, de unas decenas de kg de peso, tradicionalmente se formaban en una gran extensión cubierta de arena, donde se realizaban manualmente una serie de huecos más o menos iguales que servían de moldes, así como los canales necesarios para hacer fluir el metal fundido hasta estos moldes. Este antiguo proceso, que data la época de Darby, se ha sustituido por una cinta sin fin de moldes refractarios ("coquillas"), en los que se enfría el metal hasta que está en condiciones de que se desprendan automáticamente los lingotes.
- Servir para el moldeado de piezas de fundición directamente, si bien uso solo es admisible en la producción de elementos que no deban soportar cargas estructurales o elevadas presiones.[7]

## Producción

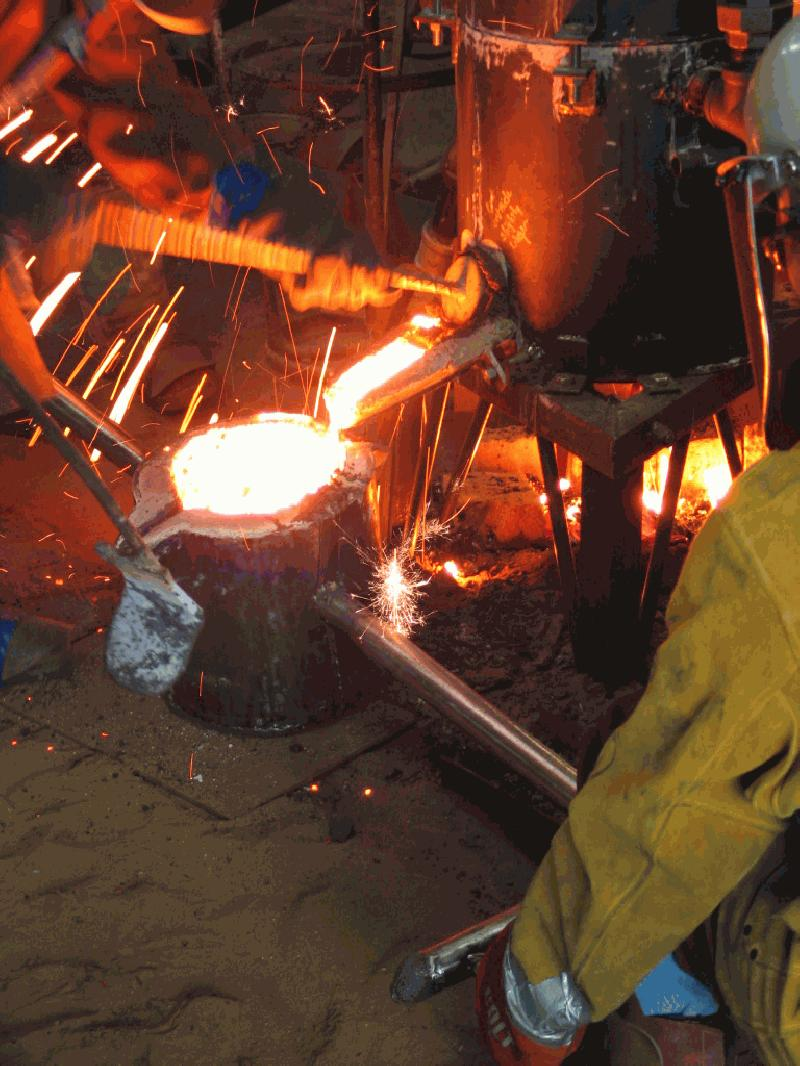
Extracción de arrabio

Con mucho, el país productor más importante de arrabio a comienzos del siglo XXI es la República Popular China:
| Posición | País          | Producción (en miles de t) | Posición | País         | Producción (en miles de t) |
| -------- | ------------- | -------------------------- | -------- | ------------ | -------------------------- |
| 1        | China         | 691 410                    | 8        | USA          | 25 357                     |
| 2        | Japón         | 81 011                     | 9        | Ucrania      | 22 148                     |
| 3        | India         | 57 334                     | 10       | Taiwán       | 14 305                     |
| 4        | Rusia         | 52 682                     | 11       | Turquía      | 10 184                     |
| 5        | Corea del Sur | 46 651                     | 12       | Francia      | 10 097                     |
| 6        | Brasil        | 27 803                     | 13       | Reino Unido  | 8775                       |
| 7        | Alemania      | 27 578                     | …        | Otros países | <7000                      |

## Composición
Al estar el arrabio destinado al afinado, su composición está optimizada para garantizar una mejor eficiencia de los procesos posteriores a la salida del material del alto horno. De hecho, para todas las acerías integrales, razones económicas impedían que se multiplicaran las operaciones de afinado lo suficiente como para extraer hierro perfecto de un mal arrabio.
Distinguir las fundiciones según su finalidad (arrabio para ser afinado en un convertidor o para producir fundición de hierro), en lugar de por su fractografía (fundición blanca, gris o atruchada) se generalizó durante el siglo XX con el uso del acero en detrimento del hierro pudelado y del hierro forjado. De este modo:

Dependiendo de sus usos, los arrabios se pueden dividir en dos grandes categorías. En primer lugar, aquellos que sufrirán una conversión completa en otro tipo de producto ferroso y, en segundo lugar, aquellos que no cambiarán en su composición o naturaleza.…
Robert Forsythe, The blast furnace and the manufacture of pig iron, p.287

| Tipo                                                               | Utilización | Si (%)  | S (%)   | P (%)   | Mn (%) |
| ------------------------------------------------------------------ | ----------- | ------- | ------- | ------- | ------ |
| Arrabios para afinado                                              |             |         |         |         |        |
| Arrabio gris para forjas (como el arrabio para pudelar)            | < 1,5       | < 0,1   | < 1,0   | < 1,0   |        |
| Arrabio para un convertidor Bessemer                               | 1,0-2,0     | < 0,050 | < 0,1   | < 1,0   |        |
| Arrabio para un horno Martin-Siemens ácido (como con bajo fósforo) | < 2,00      | < 0,030 | < 0,03  | < 1,0   |        |
| Arrabio para un horno Martin-Siemens básico                        | < 1,00      | < 0,050 | < 1,0   | < 1,0   |        |
| Arrabio para un convertidor Thomas                                 | < 1,00      | < 0,050 | 2,0-3,0 | 1,0-2,0 |        |
| Arrabio para fundiciones moldeadas                                 |             |         |         |         |        |
| Arrabio de moldeado, grado 1                                       | 2,5-3,0     | < 0,035 | 0,5-1,0 | < 1,0   |        |
| Arrabio de moldeado, grado 2                                       | 2,0-2,5     | < 0,045 | 0,5-1,0 | < 1,0   |        |
| Arrabio de moldeado, grado 3                                       | 1,5-2,0     | < 0,055 | 0,5-1,0 | < 1,0   |        |
| Arrabio dúctil                                                     | 0,75-1,5    | < 0,050 | < 0,2   | < 1,0   |        |

## Tipos de arrabios

### Arrabio de hematites para refinar en el convertidor Bessemer
Durante el soplado realizado en el convertidor Bessemer, el carácter exotérmico de las oxidaciones del silicio, el manganeso, el carbono y el hierro son útiles para la conversión en hierro, cuyo punto de fusión es superior al del arrabio. Por lo tanto, obtener un hierro completamente refinado requiere arrabio con una composición muy precisa. Sin embargo, para el proceso Bessemer, el silicio es el principal contribuyente térmico: la combustión del 1 % de silicio eleva la temperatura de la colada en 300 °C. Este es el contenido al que apuntan las siderúrgicas americanas del siglo XIX, mientras que las inglesas solían utilizar por entonces arrabios con un 2 % de silicio.
Por lo tanto, es necesario un contenido mínimo de silicio para que se complete el soplado: este requisito precipitó la desaparición del alto horno de aire frío. Pero producir arrabios muy ricos en silicio no tiene interés económico porque conlleva un alto consumo de combustible en el alto horno. Además, demasiado silicio prolonga el soplado y conduce a un alto consumo de hierro por parte de la escoria.

### Arrabio destinado a la desfosforación (arrabio Thomas)
El convertidor Thomas es muy similar al de Bessemer. Se distingue por su forma de trabajo en un medio básico, mientras que el proceso Bessemer es ácido, lo que lo hace adecuado para eliminar fósforo del arrabio.
Durante la desfosforación, este elemento se oxida mediante una reacción muy exotérmica y migra a la escoria. En efecto, mientras que la contribución térmica de la combustión de carbono, hierro y manganeso es de pocos grados, la combustión del 1 % de silicio eleva la temperatura de la colada en 300 °C y la del 1 % de fósforo la aumenta en 183 °C.
Sin embargo, para permanecer básica, la escoria debe contener un mínimo de sílice, que es un óxido muy ácido. Por lo tanto, para las siderúrgicas es fundamental producir arrabio que contenga un mínimo de silicio, para no acidificar la escoria por su transformación en sílice, y un máximo de fósforo, cuya combustión garantizará el éxito térmico de la operación y la calidad de las escorias producidas por el convertidor Thomas. Por lo tanto, los "arrabios Thomas" contienen idealmente menos del 1 % de silicio, mientras que los destinados al proceso Bessemer tienen un contenido más alto. El contenido de fósforo debe ser superior al 2 %, lo que excluye los arrabios de minerales insuficientemente fosforados: los minerales americanos, con demasiado fósforo para el proceso Bessemer ácido y no lo suficiente para el proceso Thomas básico, entran en esta categoría, y hasta a mediados del siglo XX solo se pudieron refinar en hornos Martin-Siemens con un medio básico.

### Arrabio moderno

Diagrama simplificado de la oferta de la industria siderúrgica mundial en millones de toneladas de contenido de hierro, en 2012. Destaca la importancia del arrabio en comparación con las fundiciones

Con la desaparición de los procesos Bessemer, Thomas y, más recientemente, Martin-Siemens, las restricciones sobre el arrabio han cambiado. Alrededor de 1970, en 9 acerías de cada 10, el arrabio destinado al convertidor era fundición blanca que se transportaba directamente en forma líquida a las acerías cercanas en vagones torpedo.
La generalización de los convertidores con oxígeno, que tienen una excelente eficiencia térmica, condujo a la modificación de las restricciones sobre el contenido de silicio o de fósforo. La oxidación de estos elementos ya no es necesaria para el equilibrio térmico de los procesos, y su eliminación se convierte entonces en una operación costosa que se evita en la medida de lo posible.
Por otro lado, los crecientes requisitos sobre la calidad de los aceros significan que incluso los "arrabios sin fósforo" deben desfosforarse, porque pocos aceros modernos aceptan un contenido de fósforo superior al 0,02 %. Por lo tanto, la metalurgia en el convertidor tiene lugar en un medio básico. Además, por razones similares, el contenido de silicio debe ser limitado al máximo. En cuanto a la escoria, su valoración como fertilizante está desapareciendo debido a su baja rentabilidad y al contenido en fósforo excesivamente bajo que ahora se alcanza: por lo tanto, el arrabio también debe contener el mínimo posible de fósforo.

## Fundiciones de hierro
Entre las fundiciones de hierro en bruto destinadas al proceso de fundición, se distingue entre las que serán coladas tal cual (fundición gris) y las que serán tratadas previamente (fundición maleable, con grafito esferoidal). Siendo el comportamiento mecánico del hierro fundido (fractografía, ductilidad...) el resultado tanto de su composición química como de las técnicas de aplicadas durante el moldeo, el arrabio se clasifica, de nuevo, únicamente en función de su composición química:

Ahora es común comprar fundiciones de hierro según su composición química en lugar de por su tipo de fractura […]

Las características físicas del hierro [fundido] se deben esencialmente al estado en que se encuentra el carbono, y el factor principal que determina la condición del carbono es la cantidad de silicio. Pero como el silicio no es el único agente influyente, sucede que no actúa de forma clásica sobre el carbono. La superficie de fractura no puede entonces proporcionar información sobre el contenido de silicio y, por lo tanto, sobre la calidad de la pieza moldeada. Sin embargo, ahora es más común clasificar las fundiciones según su contenido de carbono que según la apariencia de su fractura...
Robert Forsythe, The blast furnace and the manufacture of pig iron, p. 308-309